# Ataenius versicolor
Ataenius versicolor är en skalbaggsart som beskrevs av Schmidt 1916. Ataenius versicolor ingår i släktet Ataenius och familjen Aphodiidae. Inga underarter finns listade.